# Diagnostic and Statistical Manual of Mental Disorders
O Diagnostic and Statistical Manual of Mental Disorders (DSM) ou Manual de Diagnóstico e Estatística das Perturbações Mentais (título em Portugal) ou Manual Diagnóstico e Estatístico de Transtornos Mentais (título no Brasil) é um manual para profissionais da área da saúde mental que lista diferentes categorias de transtornos mentais e critérios para diagnosticá-los, de acordo com a Associação Americana de Psiquiatria (American Psychiatric Association - APA). É usado ao redor do mundo por clínicos e pesquisadores bem como por companhias de seguro, indústria farmacêutica e parlamentos políticos.
Existem cinco revisões para o DSM desde sua primeira publicação em 1952. A maior revisão foi a DSM-IV, publicada em 1994. O DSM-5 (também referido como DSM-V) foi publicado em 18 de maio de 2013 e é a versão atual do manual. A seção de desordens mentais da Classificação Estatística Internacional de Doenças e Problemas Relacionados com a Saúde - CID (International Statistical Classification of Diseases and Related Health Problems – ICD) é outro guia comumente usado, especialmente fora dos Estados Unidos. Entretanto, em termos de pesquisa em saúde mental, o DSM continua sendo a maior referência da atualidade.

## História
O Manual Diagnóstico e Estatístico de Transtornos Mentais foi publicado em 1952 pela Associação Americana de Psiquiatria. Ele foi desenvolvido a partir do antigo sistema de classificação adotado em 1918 para reunir a necessidade do Departamento de Censo americano de uniformizar estatísticas vindas de hospitais psiquiátricos; vindas de sistemas de categorização usados pelo exército norte-americano; e vindas dos levantamentos dos pontos de vista de 10% dos membros da APA. O manual contém 130 páginas, que mostram 106 categorias de desordens mentais. O DSM-II foi publicado em 1968, listando 182 desordens em 134 páginas. Esses manuais refletiam a predominância da psicodinâmica psiquiátrica. Sintomas não eram especificados com detalhes em desordens específicas, mas eram vistos como reflexos de grandes conflitos subjacentes ou reações de má adaptação aos problemas da vida, enraizados em uma distinção entre neurose e psicose (ansiedade/depressão largamente associadas à realidade, ou alucinações/desilusões aparentemente desconectadas da realidade). O conhecimento biológico e sociológico também foi incorporado, em um modelo que não enfatizava um claro limite entre normalidade e anormalidade. Em 1974, a decisão de se criar uma nova revisão do DSM se fez, e Robert Spitzer foi selecionado como chefe da força tarefa. O ímpeto inicial foi fazer uma nomenclatura consistente com a CID, publicada pela Organização Mundial da Saúde (OMS). A revisão assumiu uma forma muito mais ampla de termos sob a influência e controle de Spitzer e seus membros escolhidos. Uma das metas era aumentar o leque de diagnósticos psiquiátricos. As práticas de profissionais em saúde mental, especialmente em diferentes países, não era uniforme. O estabelecimento de critérios específicos era também uma tentativa de facilitar a pesquisa em saúde mental. O sistema multiaxial tenta mostrar um mais completo quadro do paciente, ao invés de apenas fornecer um simples diagnóstico. O sistema de critério e classificação do DSM-III foi baseado num processo de consultas e reuniões de comitês. Houve uma tentativa de se construir uma base de categorização em descrição ao invés de pressupostos etiológicos, e a psicodinâmica foi abandonada, talvez em favor do modelo biomédico, com clara distinção entre o normal e o anormal.
O critério adotado para muitos transtornos mentais foi expandido a partir da Pesquisa de Critérios Diagnósticos (Research Diagnostic Criteria - RDC) e Critério Feighner, que foram desenvolvidos por pesquisas psiquiátricas nos anos 70. Outros critérios foram estabelecidos por consensos em comitês, como determinado por Spitzer. Essa abordagem é geralmente vista como o “neo-Kraepelinismo”, depois do trabalho do psiquiatra Emil Kraepelin. Spitzer argumentou que “transtornos mentais eram um subconjunto das desordens médicas”, mas a força tarefa decidiu em afirmativa na DSM: “Cada um dos transtornos mentais é concebido como uma síndrome clinicamente significativa, comportamental ou psicológica”. O primeiro projeto do DSM-III foi preparado em um ano. Muitas novas categorias de transtornos foram introduzidas. Vários ensaios patrocinados pelo Instituto Nacional de Saúde Mental Americano (U.S. National Institute of Mental Health – NIMH) foram conduzidos entre 1977 e 1979 para testar a fidelidade dos novos diagnósticos. Uma controvérsia surgiu resgatando a retirada do conceito de neurose, um dos princípios da teoria e terapia psicanalítica, mas visto como vago e não-científico pela força tarefa do DSM. Encarando enorme oposição política, o DSM-III passou por sério perigo por não ter sido aprovado pelo Quadro dos Confiáveis da APA (APA Board of Trustees) a menos que “neurose” fosse incluída em algum lugar. Por um compromisso político, houve a reinserção do termo entre parênteses depois da palavra “transtorno” em alguns casos. Em 1980, o DSM-III foi publicado, com 494 páginas e listando 265 categorias diagnósticas. O DSM-III rapidamente se espalhou em nível internacional, sendo usado por muitos profissionais e tendo sido considerado uma revolução ou transformação da psiquiatria.
Em 1987 o DSM-III-R foi publicado como uma revisão do DSM-III, sob a direção de Spitzer. Categorias foram renomeadas, reorganizadas e significativamente mudadas do critério em que foram criadas. Seis novas categorias foram apagadas enquanto outras foram adicionadas. Diagnósticos controversos tais como disforia pré-menstrual e personalidade masoquista foram consideradas e descaradas. O DSM-III-R continha 292 diagnósticos com 567 páginas.
Em 1994, o DSM-IV foi publicado, listando 297 transtornos em 886 páginas. A força tarefa foi chefiada por Allen Frances. Um comitê diretor de 27 pessoas foi apresentado, incluindo quatro psicólogos. O comitê diretor criou 13 grupos de trabalho de 5 a 16 membros. Cada grupo tinha aproximadamente 20 conselheiros. Os grupos de trabalho conduziram um processo de três passos. Primeiro, cada grupo conduziu uma extensiva revisão bibliográfica em seus diagnósticos. Então eles colheram dados dos pesquisadores, conduzindo análises para determinar qual critério requeria mudanças, com instruções para serem conservadores. Finalmente, eles conduziram ensaios multicêntricos relacionando diagnósticos à prática clínica. A principal mudança a partir da versão anterior foi a inclusão do critério de significância clínica para quase metade das categorias, que exigia a causa dos sintomas “aflição ou afecção clinicamente significativas na sociedade, ocupação ou outras importantes áreas de trabalho”.
Uma revisão do DSM-IV, conhecida como DSM-IV-TR, foi publicada em 2000. As categorias diagnósticas e a vasta maioria dos critérios específicos para diagnósticos permaneceram inalteradas. Cada seção dava informações extras em cada diagnóstico que foi atualizado, assim como para alguns códigos diagnósticos devido à manutenção de sua consistência com a CID.

## Uso do DSM
Muitos profissionais da área de saúde mental usam este livro para auxiliar no diagnóstico do paciente após avaliação. Muitos hospitais, clínicas e companhias seguradoras exigem os “cinco eixos” diagnósticos do DSM dos pacientes que lhes aparecem. O DSM pode ser consultado para critérios diagnósticos. Ele não direciona o método e a evolução do tratamento. O DSM é menos frequentemente usado por profissionais da saúde que não se especializaram em saúde mental.
Outro uso do DSM é na pesquisa. Estudos que foram feitos em doenças específicas frequentemente recrutaram pacientes cujos sintomas batiam com os critérios listados no DSM para aquela doença.
Estudantes também podem usar o DSM para aprender os critérios exigidos em seus cursos.

## O DSM e a política
Seguindo controvérsias e protestos vindos dos ativistas homossexuais na conferência anual da APA de 1970 a 1973, bem como a emergência de novas informações vindas de pesquisadores tais como Alfred Kinsey e Evelyn Hooker, a sétima tiragem do DSM-II, em 1974, não mais listava homossexualidade como categoria de desordem. Após reuniões lideradas pelo psiquiatra Robert Spitzer, que estava envolvido no comitê de desenvolvimento do DSM-II, um voto dos confiáveis da APA em 1973, confirmados por todos os membros da APA em 1974, recolocou o diagnóstico com a leve categoria de “distúrbio de orientação sexual”. Este foi recolocado com o diagnóstico de homossexualidade ego-distônica no DSM-III em 1980, mas foi removido em 1987 com o lançamento do DSM-III-R. A categoria de “transtorno sexual sem outras especificações” continua no DSM-IV, que inclui “persistente e marcada aflição sobre sua orientação sexual”.

## O DSM anterior

### Categorização
O DSM-IV é um sistema de classificação categórica. As categorias são protótipos, e um paciente com uma íntima aproximação ao protótipo é dito como tendo um transtorno. O DSM-IV afirma que “não existe hipótese de que cada categoria de transtorno mental é uma entidade completamente discreta com absolutos limites...” mas isolados, a sintomas de baixo grau e sem critérios (não listados em um dado transtorno) não é dada importância. Qualificadores são algumas vezes usados, por exemplo leve, moderada e severa formas de transtorno. Para quase metade dos transtornos, sintomas podem ser suficientes para causar “aflição clinicamente significativa ou afecção social, ocupacional ou em outras importantes áreas de trabalho”, apesar do DSM-IV-TR ter removido o critério de aflição dos transtornos de tique e de muitas das parafilias. Cada categoria de transtorno mental tem um código numérico tirado do sistema de códigos da CID, usado por serviços de saúde (incluindo seguradoras) com propósitos administrativos.

### Sistema Multiaxial
O DSM-IV organiza cada diagnóstico psiquiátrico em cinco níveis (eixos) relacionando diferentes aspectos das desordens ou desabilidades:
- Eixo I: transtornos clínicos, incluindo principalmente transtornos mentais, bem como problemas do desenvolvimento e aprendizado;
- Eixo II: transtornos de personalidade ou invasivos, bem como retardo mental;
- Eixo III: condições médicas agudas ou desordens físicas;
- Eixo IV: fatores ambientais ou psicossociais contribuindo para desordens;
- Eixo V: Avaliação Global das Funções (Global Assessment of Functioning) ou Escala de Avaliação Global para Crianças (Children’s Global Assessment Scale) para jovens abaixo de 18 anos (numa escala de 0 a 100).

É comum o Eixo I incluir transtornos como depressão, ansiedade, distúrbio bipolar, TDAH e esquizofrenia.
É comum o Eixo II incluir transtornos como transtorno de personalidade borderline, transtorno de personalidade esquizoide, transtorno de personalidade antissocial, transtorno de personalidade narcisista e leve retardo mental.

### Cuidados
O DSM-IV-TR afirma que, por este manual ser produzido para especialistas na área da saúde, seu uso por pessoas sem treinamento clínico pode levar a aplicação inapropriada de seu conteúdo. O uso apropriado dos critérios diagnósticos é dado mediante extensivo treinamento clínico e seu conteúdo “não pode simplesmente ser aplicado como em um livro de culinária”. A APA observa que rótulos diagnósticos são primariamente usados como um “conveniente atalho” entre os profissionais. O DSM aconselha que pessoas leigas devem consultar o DSM apenas para obter informação, não fazer diagnósticos, e que pessoas que por ventura tenham um transtorno mental devem ser vistas por um psiquiatra e tratadas. Além disso, pessoas que dividem o mesmo diagnóstico não devem ter a mesma etiologia (causa) ou requerem o mesmo tratamento; o DSM não contém informações a respeito de tratamento ou uma extensa explanação sobre questões psiquiátricas ou psicológicas, e isso não exclui o que podemos considerar como “doença”.

### As fontes do DSM-IV
O DSM-IV não especificamente cita suas fontes, mas existem quatro volumes de “fontes” que se pretende fazer parte dos documentos de processos de desenvolvimento e suporte de evidências da APA, incluindo revisões literárias, análise de informações e pesquisas de campo. As Fontes devem fornecer importantes informações no que diz respeito ao caráter e qualidade das decisões que levaram à produção do DSM-IV, e assim a credibilidade científica da classificação psiquiátrica contemporânea.

## Planejamento do DSM-5
O DSM-5 foi publicado oficialmente em 2013. Havia a expectativa de várias parafilias (ou fetiches sexuais) serem excluídas do diagnóstico médico por estarem sendo vistas atualmente por psicólogos e terapeutas como expressão de sexualidade. Também era forte a tendência que o travestismo sexual seria excluído nessa nova edição.
Em 1999, uma Conferência de Pesquisa e Planejamento do DSM-5, patrocinado pela APA e pelo NIMH, foi realizada para definir as prioridades de pesquisa. Grupos de Trabalho em Planejamento e Pesquisa produziram “papéis em branco” na pesquisa necessários para informar e modelar o DSM-5, e o trabalho resultante e recomendações foram reportadas em uma monografia da APA e ampla revisão literária. Havia seis grupos de trabalho, cada um focando em um grande tópico: Nomenclatura, Neurociência e Genética, Questões de Desenvolvimento e Diagnóstico, Transtornos de Personalidade e Relacionamento, Desordens Mentais e Desabilidades e Questões Interculturais. Três “papéis em branco” adicionais foram incluídos em 2004 para tratar de questões sexuais, questões diagnósticas em população geriátrica e transtornos mentais na infância e na juventude. Os “papéis em branco” foram acompanhados por uma série de conferências para produzir recomendações relatando desordens e questões especificas, com assiduidade limitada a 25 pesquisadores convidados.
Em 23 de julho de 2007, a APA anunciou a força tarefa que supervisionaria o desenvolvimento do DSM-5. A Força Tarefa do DSM-5 consistia de 27 membros, incluindo um presidente e um vice-presidente, que coletivamente representa os cientistas pesquisadores vindos da psiquiatria e de outras disciplinas, profissionais de cuidados clínicos e defensores do consumidor e da família. Os cientistas que trabalham na revisão do DSM têm experiência em pesquisa, cuidados clínicos, biologia, genética, estatística, epidemiologia, saúde pública e direito do consumidor. Eles têm interesses variando de medicina intercultural e genética a questões geriátricas, éticas e vícios. O Quadro de Confiáveis da APA requisitou que todos os nomeados para força tarefa relatem qualquer choque de interesses ou potenciais conflitos de relacionamento com entidades que tenham algum interesse em diagnósticos psiquiátricos e tratamentos como uma pré-condição para nomeação no grupo. A APA anunciou todos os membros que se reportaram a ela. Muitos indivíduos foram considerados inelegíveis devido a choques de interesses. A revisão do DSM continuaria pelos próximos cinco anos. Futuros anúncios incluiriam os nomes dos grupos de trabalho em categorias específicas e transtornos e suas recomendações baseadas em pesquisas para atualizar várias desordens e definições.

## Críticas
Existem persistentes críticas e debates a respeito do DSM:
- Há um contínuo debate científico sobre a validade da construção e a confiabilidade prática das categorias diagnósticas e critérios do DSM, apesar de eles terem sido crescentemente padronizados ao aumento de profissionais em pesquisas controladas. É argumentado que os créditos do DSM que foram empiricamente fundados são, em geral, exagerados.
- Apesar da oposição à introdução do DSM, foi por muito tempo argumentado que esse sistema de classificação faz distinções categoricamente injustas entre as desordens e entre o normal e o anormal. Apesar do DSM-IV afastar-se dessa abordagem categórica em algumas limitadas áreas, alguns argumentam que uma dimensão mais completa ou abordagem mais geral melhoraria a reflexão.
- É argumentado que critérios diagnósticos puramente baseados em sintomas falham em adequar a situação ao contexto em que a pessoa está vivendo, e se há real desordem interna de um indivíduo ou simplesmente uma resposta a uma situação em curso. É dito que o uso de aflição e desabilidade como critério adicional para muitos transtornos não tem resolvido problemas falso-positivos, porque o nível de afecção não é frequentemente correlacionado com sintomas relatados e pode se originar de vários fatores individuais e sociais.
- O contexto político do DSM é um tópico controverso, incluindo seu uso por indústrias farmacêuticas e seguradoras. O potencial conflito de interesses tem surgido porque aproximadamente 50% dos autores que previamente selecionaram e definiram as desordens psiquiátricas do DSM tiveram ou têm relacionamentos com indústrias farmacêuticas. Alguns argumentam que a expansão dos transtornos no DSM foi influenciado por motivos de lucro e representa um aumento da medicalização dos seres humanos, enquanto outros argumentam que problemas de saúde mental são subestimadas ou subtratadas.
- Algumas pessoas querem a exclusão de pedofilia, transtorno de identidade de gênero e fetiches travestis no DSM, como diagnósticos. Elas citam a decisão da APA de remover a homossexualidade do DSM como evidência de que a APA se refere incorretamente a esses estados do ser ou da orientação como doenças mentais.[11]